# Combat de Balsareny
El combat de Balsareny es lliurà el 14 de gener de 1714 durant la Guerra dels catalans (1713-1714), la darrera campanya militar de la Guerra de Successió Espanyola a Catalunya.

## Antecedents
El 14 de març de 1713 a Utrecht els plenipotenciaris de Carles d'Àustria firmaren el «Conveni per a l'evacuació de Catalunya». Aquest tractat fou ratificat el 22 de juny de 1713 pels representants de Felip V i Carles d'Àustria en el «Conveni de l'Hospitalet», que establia la fi de la guerra per l'1 de juliol de 1713. Però malgrat el tractat els Tres Comuns de Catalunya —institucions d'autogovern catalanes— convocaren una Junta General de Braços de Catalunya que el 9 de juliol de 1713 proclamà unilateralment que continuaven la guerra contra Felip V i contra França. Evacuades les tropes austriacistes, ocupada quasi tota Catalunya per les tropes borbòniques, i reduïts els resistents a Barcelona, els Tres Comuns alçaren ràpidament l'exèrcit de Catalunya nomenant-ne per general comandant Antonio de Villarroel.
Davant la resistència dels catalans, pel desembre de 1713 la situació s'havia tornat crítica per a Felip V davant la imminent bancarrota que amenaçava les seves arques. Per evitar la bancarrota el primer ministre de Felip V Jean Orry ordenà a l'intendent de l'exèrcit borbònic José Patiño de recaptar, fos com fos, impostos a Catalunya. El pagament de 750.000 pesos s'havia de cobrar de forma fraccionada cada quinze dies, motiu pel qual l'impost de guerra va rebre el nom de «quinzenades». Que el rei decretés impostos a Catalunya suposava una gravíssima vulneració de les Constitucions catalanes, ja que aquestes consagraven que aquesta potestas només la podien exercir les Corts de Catalunya, no el rei.
Davant l'evidència ser falsa la promesa que Felip V respectaria les seves constitucions la pagesia catalana va esclatar amb la revolta de les quinzenades. El primer lloc a aixecar-se en armes fou Sant Martí Sarroca, però aviat es propagà per tota la ruralia de l'interior: la crida al sometent al crit de «Via fora, lladres !» fou seguida per multitud de viles generalitzant-se els assassinats a les petites guarnicions allí destacades i les emboscades contra els destacaments borbònics que protegien als recaptadors de l'impost. L'historiador borbònic Vicente Bacallar no va dubtar a acusar el ministre Orry d'haver provocat tal desastre assenyalant que «Jean Orry gravó cuanto le fue posible, con nunca vistos impuestos, el Principado».

## Combat de Balsareny
L'11 de gener de 1714 el coronel borbònic Francisco Laso Palomino, comandament del regiment d'infanteria de Lleó, va irrompre a Balsareny. Tal com ho descriu un cronista de l'època: «Al entrar en el lugar, el dia 11 de Enero, tomaron presos los Jurados [de Balsareny] por razón que no habian llevado el dinero que les tocaba por la contribución que habian tasado». La notícia de l'ocupació de Balsareny es va escampar ràpidament arreu i en fou informat el coronel de miquelets Joan Vilar i Ferrer, que amb el seu regiment de 300 fusellers i diversos sometents de les contrades veïnes van dirigir-se cap a Balsareny.
El coronel Vilar i Ferrer hi arribà el 14 de gener i inicià l'assalt a primera hora del matí, ordenant que als seus fusellers i voluntaris que travessessin el riu mentre que els sometents comandats pel subveguer Prats i els batlles envoltarien la vila fent sonar corns i cornetes. Els fusellers començaren a atacar per la part de l'església i la primera escomesa va ser refusada pels borbònics, durant la qual morí el capità Domènec Torres, germà del coronel Segimon Torres, i 8 fusellers. Retirats els assaltants, als instants llançaren un nou assalt fins a arribar a la muralla del poble patint només dues baixes perquè les tropes borbòniques ja no es defensaven aferrissadament. Enaltits els assaltants mentre cridaren a la resta «A ells, que no tenen municions!» tots els fusellers, voluntaris i sometents es llençaren a l'assalt. Llavors tots els invasors assaltaren la vila per diferents parts alhora. El capità de voluntaris Jaume de Granollers, el capità de voluntaris Busquets, i el tinent Salvador Bordas entraren per diversos marges petits i poc protegits, seguits de la resta de les tropes.
El coronel borbònic Francisco Laso Palomino, pres pel pànic, va ordenar replegar-se mentre ordenava a un capità de granaders que incendiés el poble. Però en començar l'incendi el granader va ser atacat pels vilatans, que el van ferir mortalment, i l'incendi va ser sufocat. Palomino i els seus van retrocedir davant l'escomesa dels assaltants i van aconseguir fer-se forts a l'església, on van ser assetjats durant dues hores, fins que va capitular la seva rendició i la dels seus soldats a casa del rector. La capitulació es va fer en presència del coronel Vilar i Ferrer i del subveguer del Lluçanès Prats. El botí de guerra va ser quantiós en tots els aspectes. El coronel Palomino va ser empresonat i dut a Cardona amb la resta d'oficials, mentre que la tropa els van portar a les muntanyes. El llibre de la parròquia de Balsareny constat la mort i enterrament d'una dotzena de soldats borbònics: «A mitg mes de Janer poch mes o menos de l'Any 1714 moriren en esta parroquia de Balcereny de mort violenta de onse a dotse personas los quals no se sap de ahont eran pero com a christians que eran i com en efecte los mes reberen tots los Sagraments se'ls dona sepultura eclesiastica en lo fosar de esta Iglesia Parroquial de Sta Maria de Balcereny».

## Conseqüències
El comandant borbònic de la zona era el brigadier José Vallejo Iturrizarra, que es trobava aquarterat a Manresa. En tenir notícies que el coronel Palomino havia estat atacat va mobilitzar cap a Balsareny dues columnes formades pel regiment de dragons dels botifler Bernardí Marimon i el regiment d'infanteria napolitana de Basillicata comandant pel brigadier Félix Álvarez de la Escalera. El coronel Joan Vilar i Ferrer va sortir al seu encontre, però es va haver d'aquarterar a Sallent a causa del gran nombre d'efectius borbònics que s'aproximaven. Marimon i els seus dragons van ser interceptats per un contingent del marquès del Poal; els botiflers patiren fins a 80 baixes i, minvats d'efectius, decidir esperar el regiment d'Escalera. Aquesta espera va suposar que les dues columnes arribessin a Balsareny massa tard per alliberat els soldats del coronel Palomino, car quan hi arribaren ja no en quedava rastre. Com a mesura de represàlia les tropes borbòniques incendiaren a vila.
Com a contrarepresàlia, les tropes catalanes que havien conduït els presoners de guerra borbònics fins a les muntanyes de Santa Maria de Merlès els executaren a tots en la massacre de la Serra de Degollats. Arran d'aquesta massacre el regiment d'infanteria de Lleó rebé des d'aleshores el sobrenom de «el arcabuceado».